# Sclerostomus tuberculatus
Sclerostomus tuberculatus is een keversoort uit de familie vliegende herten (Lucanidae). De wetenschappelijke naam van de soort is voor het eerst geldig gepubliceerd in 1851 door Solier in Gay.